# Afrikaspiele 2023/Cricket
Die Cricketwettbewerbe bei den Afrikaspielen 2023 fanden vom 7. bis zum 23. März 2024 in Accra statt. Cricket war erstmals bei den Afrikaspielen vertreten.

## Bilanz

### Medaillenspiegel
| Platz  | Land      | Gold | Silber | Bronze | Gesamt |
| ------ | --------- | ---- | ------ | ------ | ------ |
| 1      | Simbabwe  | 2    | —      | —      | 2      |
| 2      | Namibia   | —    | 1      | —      | 1      |
| 2      | Südafrika | —    | 1      | —      | 1      |
| 4      | Nigeria   | —    | —      | 1      | 1      |
| 4      | Uganda    | —    | —      | 1      | 1      |
| Gesamt | Gesamt    | 2    | 2      | 2      | 6      |

### Medaillengewinner
| Disziplin | Gold | Silber | Bronze |
| --------- | --- | --- | --- |
| Frauen    | Simbabwe Kudzai Chigora Francisca Chipare Chiedza Dhururu Nyasha Gwanzura Lindokuhle Mabhero Precious Marange Sharne Mayers Audrey Mazvishaya Pellagia Mujaji Modester Mupachikwa Mary-Anne Musonda Kelis Ndhlovu Josephine Nkomo Nomvelo Sibanda Loreen Tshuma | Südafrika Nobulumko Baneti Jemma Botha Annerie Dercksen Jenna Evans Gandhi Jafta Leah Jones Simone Lourens Seshnie Naidu Kayla Reyneke Nondumiso Shangase Miane Smit Faye Tunnicliffe Jané Winster Caitlin Wyngaard                     | Nigeria Blessing Etim Rukayat Abdulrasak Shola Adekunle Peculiar Agboya Christabel Chukwuonye Favour Eseigbe Sarah Etim Victory Igbinedion Abigail Igbobie Esther Odunayo Usen Peace Lucky Piety Rachael Samson Esther Sandy Salome Sunday Lillian Udeh |
| Männer    | Simbabwe Brian Bennett Johnathan Campbell Takudzwa Chataira Alex Falao Trevor Gwandu Kudakwashe Macheka Clive Madande Tadiwanashe Marumani Wallace Mubayiwa Ashley Mufandauya Tony Munyonga Rodney Mupfudza Owen Muzondo Nick Welch                             | Namibia Jan Balt Peter-Daniel Blignaut Jack Brassell Niko Davin Shaun Fouché Addo Iita Junior Kariata Handre Klazinge JP Kotze Malan Kruger Dylan Leicher Jan Nicol Loftie-Eaton Ben Shikongo Simon Shikongo Gerhard Janse van Rensburg | Uganda Fred Achelam Bilal Hassan Cyrus Kakuru Cosmas Kyewuta Ronald Lutaaya Brian Masaba Juma Miyagi Roger Mukasa Dinesh Nakrani Robinson Obuya Alpesh Ramjani Henry Ssenyondo Simon Ssesazi Kenneth Waiswa                                             |

## Wettbewerbe

### Frauen

#### Vorrunde
Tabelle Gruppe A
| Gruppe A  | Sp. | S | N | NR | P | NRR    |
| --------- | --- | - | - | -- | - | ------ |
| Südafrika | 3   | 2 | 1 | 0  | 4 | +1.887 |
| Nigeria   | 3   | 1 | 1 | 1  | 3 | +0.778 |
| Tansania  | 3   | 1 | 1 | 1  | 3 | –1.330 |
| Namibia   | 3   | 1 | 2 | 0  | 2 | –1.421 |

Spiele Gruppe A
| 7. März 2024 Scorecard | Accra | Namibia 89-7 (20)                       | – | Südafrika 29-4 (6) |
|                        |       | Namibia gewinnt mit 1 Run (DLS-Methode) |   |                    |

| 7. März 2024 Scorecard | Accra | Tansania 58-3 (10) | – | Nigeria |
|                        |       | No result          |   |         |

| 8. März 2024 Scorecard | Accra | Tansania 66-10 (18.3)           | – | Südafrika 67-2 (10.2) |
|                        |       | Südafrika gewinnt mit 8 Wickets |   |                       |

| 8. März 2024 Scorecard | Accra | Nigeria 111-6 (20)          | – | Namibia 56-10 (18.4) |
|                        |       | Nigeria gewinnt mit 55 Runs |   |                      |

| 10. März 2024 Scorecard | Accra | Namibia 103-10 (20)           | – | Tansania 107-9 (18.4) |
|                         |       | Tansania gewinnt mit 1 Wicket |   |                       |

| 10. März 2024 Scorecard | Accra | Nigeria 74-10 (18.4)            | – | Südafrika 78-6 (14.5) |
|                         |       | Südafrika gewinnt mit 4 Wickets |   |                       |

Tabelle Gruppe B
| Gruppe A | Sp. | S | N | NR | P | NRR    |
| -------- | --- | - | - | -- | - | ------ |
| Simbabwe | 3   | 3 | 0 | 0  | 6 | +1.438 |
| Uganda   | 3   | 2 | 1 | 0  | 4 | +0.529 |
| Kenia    | 3   | 1 | 2 | 0  | 2 | –1.018 |
| Ruanda   | 3   | 0 | 3 | 0  | 0 | –0.975 |

Spiele Gruppe B
| 7. März 2024 Scorecard | Accra | Ruanda 72-7 (14)               | – | Simbabwe 75-3 (13.4) |
|                        |       | Simbabwe gewinnt mit 7 Wickets |   |                      |

| 7. März 2024 Scorecard | Accra | Kenia 63-8 (17)              | – | Uganda 66-4 (16.4) |
|                        |       | Uganda gewinnt mit 6 Wickets |   |                    |

| 8. März 2024 Scorecard | Accra | Uganda 72-10 (20)              | – | Simbabwe 75-6 (19.4) |
|                        |       | Simbabwe gewinnt mit 4 Wickets |   |                      |

| 8. März 2024 Scorecard | Accra | Ruanda 69-10 (18.3)         | – | Kenia 72-3 (17) |
|                        |       | Kenia gewinnt mit 7 Wickets |   |                 |

| 10. März 2024 Scorecard | Accra | Simbabwe 142-5 (20)          | – | Kenia 74-4 (20) |
|                         |       | Simbabwe gewinnt mit 68 Runs |   |                 |

| 10. März 2024 Scorecard | Accra | Uganda 106-2 (20)          | – | Ruanda 76-8 (20) |
|                         |       | Uganda gewinnt mit 30 Runs |   |                  |

#### Hauptrunde
Halbfinale
| 11. März 2024 Scorecard | Accra | Südafrika 122-4 (20)          | – | Uganda 72-10 (18.4) |
|                         |       | Südafrika gewinnt mit 50 Runs |   |                     |

| 11. März 2024 Scorecard | Accra | Nigeria 74-9 (20)              | – | Simbabwe 75-5 (16) |
|                         |       | Simbabwe gewinnt mit 5 Wickets |   |                    |

Spiel um Platz 3
| 13. März 2024 Scorecard | Accra | Uganda 76-8 (20)              | – | Nigeria 78-7 (19.2) |
|                         |       | Nigeria gewinnt mit 3 Wickets |   |                     |

Finale
| 13. März 2024 Scorecard | Accra | Simbabwe 112-5 (20)                                       | – | Südafrika 112-8 (20) |
|                         |       | Spiel unentschieden; Simbabwe gewann im 1-Over-Eliminator |   |                      |

### Männer

#### Vorrunde
Tabelle Gruppe A
| Gruppe A           | Sp. | S | N | NR | P | NRR    |
| ------------------ | --- | - | - | -- | - | ------ |
| Uganda             | 3   | 3 | 0 | 0  | 6 | +3.238 |
| Kenia              | 3   | 2 | 1 | 0  | 4 | +1.049 |
| Südafrika (B-Team) | 3   | 1 | 2 | 0  | 2 | +1.000 |
| Ghana              | 3   | 0 | 3 | 0  | 0 | −5.888 |

Spiele Gruppe A
| 17. März 2024 Scorecard | Accra | Ghana 103-7 (20)               | – | Südafrika 237-2 (20) |
|                         |       | Südafrika gewinnt mit 134 Runs |   |                      |

| 17. März 2024 Scorecard | Accra | Kenia 97-10 (16.4)         | – | Uganda 169-7 (20) |
|                         |       | Uganda gewinnt mit 72 Runs |   |                   |

| 18. März 2024 Scorecard | Accra | Kenia 141-6 (20)          | – | Südafrika 71-10 (15) |
|                         |       | Kenia gewinnt mit 70 Runs |   |                      |

| 18. März 2024 Scorecard | Accra | Ghana 73-10 (16)            | – | Uganda 194-5 (20) |
|                         |       | Uganda gewinnt mit 121 Runs |   |                   |

| 20. März 2024 Scorecard | Accra | Südafrika 95-9 (20)          | – | Uganda 99-8 (20) |
|                         |       | Uganda gewinnt mit 2 Wickets |   |                  |

| 20. März 2024 Scorecard | Accra | Ghana 111-10 (18.3)         | – | Kenia 115-3 (11.1) |
|                         |       | Kenia gewinnt mit 7 Wickets |   |                    |

Tabelle Gruppe B
| Gruppe A          | Sp. | S | N | NR | P | NRR    |
| ----------------- | --- | - | - | -- | - | ------ |
| Simbabwe (B-Team) | 3   | 3 | 0 | 0  | 6 | +1.600 |
| Namibia           | 3   | 1 | 2 | 0  | 2 | +0.195 |
| Tansania          | 3   | 1 | 2 | 0  | 2 | −0.220 |
| Nigeria           | 3   | 1 | 2 | 0  | 2 | −1.158 |

Spiele Gruppe B
| 17. März 2024 Scorecard | Accra | Namibia 162-8 (20)           | – | Simbabwe 197-6 (20) |
|                         |       | Simbabwe gewinnt mit 35 Runs |   |                     |

| 17. März 2024 Scorecard | Accra | Nigeria 84-10 (18.3)         | – | Tansania 131-6 (20) |
|                         |       | Tansania gewinnt mit 42 Runs |   |                     |

| 18. März 2024 Scorecard | Accra | Tansania 86-10 (19.5)          | – | Simbabwe 90-6 (16.3) |
|                         |       | Simbabwe gewinnt mit 4 Wickets |   |                      |

| 18. März 2024 Scorecard | Accra | Namibia 121-7 (20)            | – | Nigeria 126-7 (20) |
|                         |       | Nigeria gewinnt mit 3 Wickets |   |                    |

| 20. März 2024 Scorecard | Accra | Nigeria 88-10 (17.4)            | – | Simbabwe 91-0 (16) |
|                         |       | Simbabwe gewinnt mit 10 Wickets |   |                    |

| 20. März 2024 Scorecard | Accra | Tansania 71-9 (20)            | – | Namibia 72-3 (12.3) |
|                         |       | Namibia gewinnt mit 7 Wickets |   |                     |

#### Hauptrunde
Halbfinale
| 21. März 2024 Scorecard | Accra | Namibia 111-7 (20)          | – | Uganda 87-9 (20) |
|                         |       | Namibia gewinnt mit 24 Runs |   |                  |

| 21. März 2024 Scorecard | Accra | Simbabwe 196-5 (20)          | – | Kenia 126-10 (19.3) |
|                         |       | Simbabwe gewinnt mit 70 Runs |   |                     |

Spiel um Platz 3
| 23. März 2024 Scorecard | Accra | Uganda 206-6 (20)           | – | Kenia 100-9 (20) |
|                         |       | Uganda gewinnt mit 106 Runs |   |                  |

Finale
| 13. März 2024 Scorecard | Accra | Namibia 113-7 (20)             | – | Simbabwe 114-2 (14.5) |
|                         |       | Simbabwe gewinnt mit 8 Wickets |   |                       |

## Anmerkung
1. 1 2 3 4  Erklärung der Abkürzungen: Sp. = Spiele; S = Siege; N = Niederlagen; U = Unentschieden; NR = No Result; P = Punkte; NRR = Net Run Rate